# Schetinin-Pädagogik
Die Schetinin-Pädagogik wurde zu Beginn des 21. Jahrhunderts von Michail Petrowitsch Schetinin im Lyzeum-Internat für komplexe Persönlichkeitsbildung von Kindern und Jugendlichen in Tekos (gelegen am Schwarzen Meer in der Region Krasnodar) entwickelt.

## Herkunft aus der Anastasia-Bewegung
Die Schetinin-Pädagogik ging aus dem Umkreis der Anastasia-Bewegung hervor, einer neureligiösen Siedlungsbewegung, in der rechtsesoterische, verschwörungsideologische, rassistische und antisemitische Vorstellungen bestehen. Der ihr nahestehende Zauberkünstler und Gedächtnistrainer Ricardo Leppe wirbt für die Gründung freier Schulen, um die Kinder dem Zugriff des Staates zu entziehen – so etwa auf dem Kongress Lernen soll Spaß machen, der im November 2023 in Erfurt stattfand. Dort vernetzten sich Coronaleugner, Anastasia-Gläubige und Anhänger der Freischulbewegung.

## Vernetzung der Gehirnhälften
Zentrales Konzept der Pädagogik ist das Vernetzen von rechter und linker Gehirnhälfte. Deshalb wechseln sich im Tagesablauf Vermittlung von Wissen mit Tanz, Gesang, Kunst und Sport ab. Dieses sogenannte „Rhythmisierte Lernen“ wird mit den Schlagwörtern „Denken – Bewegen – Singen – Pause“ charakterisiert. Angeblich lasse sich dadurch das Lerntempo ganz erheblich steigern, wenn zwischen Lehrenden und Lernenden der „Kontakt des bioenergetischen Feldes“ stimme.

## Immersion
Im Schulalltag wird während eines bestimmten Zeitraumes immer nur ein Fach gelehrt (Epochenunterricht). Wird Mathematik unterrichtet, so wird der gesamte zu lernende Stoff (in raschem Tempo) von der ersten bis zur elften Klasse einmal durchgenommen. (Es werden nur exemplarische Beispiele, die Rezept-Charakter haben, gerechnet und auswendig gelernt.) Dann kommt das nächste Fach an die Reihe, bis nach einiger Zeit wieder Mathematik ansteht. Der ideale Zyklus (für alle Fächer) dauert drei Monate, sodass innerhalb eines Jahres der Lehrstoff von 11 Jahren drei- bis viermal durchgenommen wird.
Dies wird von Michail Petrowitsch Schetinin (1944–2019) nach den Ideen von Dmitri Iwanowitsch Pissarew als „Immersion“ (russisch погружения, etwa: „Eintauchen“) in ein Thema bezeichnet. Das anhand von Experten (Lehrern) und Fachliteratur erarbeitete Wissen wird anschließend an eine andere Gruppe weitergegeben.
Jede Immersion dauert etwa eine Woche und endet mit einer Prüfung.

## Lerngruppen
Die Vermittlung von Unterrichtsinhalten erfolgt in Lerngruppen. Eine Lerngruppe besteht aus 4 Schülern ungleichen Alters. Dieses Konzept wurde bereits in der von Lorenzo Milani 1955 gegründeten „Scuola di Barbiana“ („Schülerschule“) oder in der Summerhill-Schule (seit 1921) umgesetzt.
Das Lehren übernehmen in der Schetinin-Pädagogik die Schüler (bzw. die bereits studierenden, aber noch im Internat lebenden Absolventen) großteils selbst. Erwachsene fungieren nur als „Lernbegleiter“, wie auch in der Montessori-Pädagogik üblich.
Die in den Lerngruppen hauptsächlich angewandte Methode ist das gemeinsame Erarbeiten und künstlerische Gestalten von Schaubildern. Jedes Kind sammelt die einzelnen Plakate in einer Mappe und referiert zu einem späteren Zeitpunkt anhand des Schaubildes den Lehrstoff.
Hierbei wird die bereits seit 1968 in den Sudbury-Schulen erprobte und von Jean-Pol Martin entwickelte Methode des Lernens durch Lehren angewandt.
Der Philosoph Ivan Illich hat 1971 in seiner Streitschrift „Entschulung der Gesellschaft“ den Begriff Deschooling geprägt. Er propagiert „Partnervermittlung“ und „Meister-Lernen“ – die in der Schetinin-Pädagogik angewandten Konzepte.

## Gemeinsames Leben
Einen wichtigen Impuls bildete für M.P. Schetinin die Arbeit von Anton Semjonowitsch Makarenko. Die Schetinin-Pädagogik kann nur in Ganztagesschulen verwirklicht werden und idealerweise in einer Internatsschule. Es ist wichtig, dass Leben und Lernen eins ist, dass gemeinsam gekocht, gegessen, gearbeitet und die Freizeit gemeinsam verbracht wird.
Michail Schetinin behauptete, der Stoff würde auf diese Weise zehnmal schneller vermittelt als bei traditionellen pädagogischen Systemen. Dies werde durch ein besonders Verständnis der Schüler füreinander ermöglicht, das in einer Atmosphäre von „offenem und freien Miteinander“ entstünde. Schetinin sprach von einem „Kontakt des bioenergetischen Feldes“ oder „sich berührenden Kräften“ zwischen den lehrenden und lernenden Schülern; Befürworter der Schetinin-Methode im deutschsprachigen Raum bezeichnen dies als „Wissens-Osmose“.

„Hier geschieht hauptsächlich die Annäherung. Wenn uns das Treffen gelingt, dann können sie gemeinsam das Ziel erreichen, dass in 10 Tagen der Mathematikstoff der ganzen Mittelschule erfasst wird. Also auf 11 Jahre geteilte Mathematik, in 10 Tagen. Die ist die Aufgabenstellung. Das geschieht momentan mit solchen Schülern, denen es gelingt, sich mit anderen Schülern zu treffen, welche dieses Wissen schon haben. Das liegt am offenen, freien Miteinander. Wenn die polaren Strukturen (Kräfte) sich berühren, dann wird Wissen weitergegeben. Das ist bekannt. Beobachtungen an Liebespaaren zeigen, wie sie sich fast ohne Worte verständigen können. Kaum sagt einer etwas, schon hat es der andere bereits aufgenommen.“